# William Temple (ärkebiskop)
William Temple, född den 15 oktober 1881 i Exeter, död den 26 oktober 1944, var en engelsk teolog och biskop, son till ärkebiskop Frederick Temple.
Temple var fellow och lärare i filosofi i Queen's College, Oxford, 1904-10, 1910 kaplan hos ärkebiskopen av Canterbury, kyrkoherde vid S:t James, Piccadilly, 1914-18, canon av Westminster 1919-20. Han blev i januari 1921 biskop av Manchester. Han skrev en rad för engelskt andeliv betydelsefulla arbeten, bland annat Church and nation (1915), Plato and christìanity (1916), Mens creatrix (1917), Issues of faith (1918), Fellowship with God (1920), The universality of Christ (1921), Life of bishop Percival (samma år) och Christus veritas (1924). Framför allt ingrep Temple i det praktiskt kyrkliga och kyrkopolitiska livet. Han organiserade den mäktiga Life and Liberty Movement, vars program ligger redan i beteckningen, och genomdrev genom dess stöd bland annat upprättandet 1919 av ett engelskt kyrkomöte, National Church Assembly. Temple, vilken vid sin utnämning till biskop måste frånträda den formella ledningen av '"Life and Liberty Movement", var även framgent dess drivande kraft och ledde bland annat en stor "Londonvecka" 1921. I det nya kyrkomötet hade han också en ledande ställning och representerade en moderat högkyrklighet, som står den "liberalt katolska" riktningen nära. I frågan om revisionen av Book of Common Prayer framlade Temple 1923 ett uppmärksammat revisionsförslag. I den kristna studentrörelsen medverkade han livligt. Han presiderade vid den berömda konferensen i Birmingham 1924, vars betänkande ("Cøpec") räknats till de främsta insatserna av kristendomen i fråga om samfundslivets kristnande. Temple drev också starkt närmandet mellan statskyrkan och dissenters och deltog stundom i frikyrkornas årsmöten. Han blev 1928 ärkebiskop av York och 1942 ärkebiskop av Canterbury.